# Rio Infulene
O rio Infulene é um pequeno rio com cerca de 20 km de extensão, que corre de norte para sul, na província moçambicana de Maputo, para desaguar no estuário do Espírito Santo, servindo de limite entre os municípios de Maputo e Matola.
É muito usado para irrigação de hortofruticolas nas chamadas Zonas Verdes da Cidade de Maputo, levando a um considerável aumento de salinidade e poluição das suas águas .